# National Provincial Championship Division 2 1999
La National Provincial Championship Division 2 1999 fue la vigésimo cuarta edición de la segunda división del principal torneo de rugby de Nueva Zelanda.

## Sistema de disputa
El torneo se disputa en formato todos contra todos a una sola ronda, los primeros cuatro clasificados al finalizar la fase regular clasifican a semifinales, los ganadores de estas clasifican a la final, el equipo que gana la final se corona campeón y asciende directamente a Primera División.

## Campeonato
Tabla de posiciones:
| Pos. | Equipo         | Encuentros | Encuentros | Encuentros | Encuentros | Tantos | Tantos | Tantos | PB | PB | Puntos |
| Pos. | Equipo         | PJ         | PG         | PE         | PP         | F      | C      | Dif    | BO | BD | Puntos |
| ---- | -------------- | ---------- | ---------- | ---------- | ---------- | ------ | ------ | ------ | -- | -- | ------ |
| 1.º  | Nelson Bays    | 8          | 7          | 0          | 1          | 209    | 114    | +95    | 3  | 1  | 32     |
| 2.º  | Bay of Plenty  | 8          | 6          | 0          | 2          | 212    | 107    | +105   | 2  | 1  | 27     |
| 3.º  | King Country   | 8          | 5          | 0          | 3          | 207    | 164    | +43    | 2  | 2  | 24     |
| 4.º  | Hawke's Bay    | 8          | 4          | 0          | 4          | 194    | 172    | +22    | 1  | 4  | 21     |
| 5.º  | Manawatu       | 8          | 4          | 0          | 4          | 150    | 127    | +23    | 0  | 3  | 19     |
| 6.º  | Thames Valley  | 8          | 3          | 0          | 5          | 136    | 176    | -40    | 0  | 2  | 14     |
| 7.º  | Mid Canterbury | 8          | 3          | 0          | 5          | 136    | 176    | -40    | 1  | 1  | 14     |
| 8.º  | Wanganui       | 8          | 2          | 0          | 6          | 128    | 232    | -104   | 1  | 4  | 13     |
| 9.º  | Marlborough    | 8          | 2          | 0          | 6          | 153    | 269    | -116   | 0  | 0  | 8      |

|  | Semifinalistas. |

### Semifinales
| 17 de octubre | Nelson Bays | 23 - 13 | Hawke's Bay |  |  |

| 15 de octubre | Bay of Plenty | 31 - 6 | King Country |  |  |

### Final
| 23 de octubre | Nelson Bays | 14 - 13 | Bay of Plenty |  |  |

| Bandera de Nueva Zelanda |
| Campeón Nelson Bays      |
| Primer título            |